# Komuna e Levanit
Komuna e Levanit är en kommun i Albanien.   Den ligger i prefekturen Qarku i Fierit, i den sydvästra delen av landet, 80 km söder om huvudstaden Tirana.
Trakten runt Komuna e Levanit består till största delen av jordbruksmark.  Runt Komuna e Levanit är det ganska tätbefolkat, med 149 invånare per kvadratkilometer.